# Canalul hipoglosului
Canalul hipoglosului (Canalis hypoglossalis) este un canal care străbate porțiunea laterală a osului occipital. Are originea pe un orificiu intern aflat pe fața endocraniană imediat deasupra părții anterolaterale a găurii occipitale, străbate anterolateral porțiunea laterală a osului occipital și se deschide în exterior cu un orificiu extern aflat pe fața exocraniană anterior și mai sus de condilul occipital. Prin acest canal trec nervul hipoglos (XII) (Nervus hypoglossus), o ramură meningiană a arterei faringiene ascendente (Arteria pharyngea ascendens) și o venă emisară din plexul venos bazilar (Plexus venosus basilaris).